# 香槟地区圣吕米耶
香槟地区圣吕米耶（法語：Saint-Lumier-en-Champagne，法語發音：[sɛ̃ lymje ɑ̃ ʃɑ̃paɲ]）是法国马恩省的一个市镇，属于维特里勒弗朗索瓦区。

## 地理
香槟地区圣吕米耶（48°47'43"N, 4°37'38"E）面积8.56 平方千米，位于法国大東部大區马恩省，该省份为法国东北部内陆省份，北起阿登省，西北接埃纳省，西南接塞纳-马恩省，南至奥布省，东南接上马恩省，东临默兹省。
与香槟地区圣吕米耶接壤的市镇（或旧市镇、城区）包括：巴叙埃、库夫罗、香槟地区利斯、菲永河畔圣阿芒、圣康坦莱马赖、苏朗日。

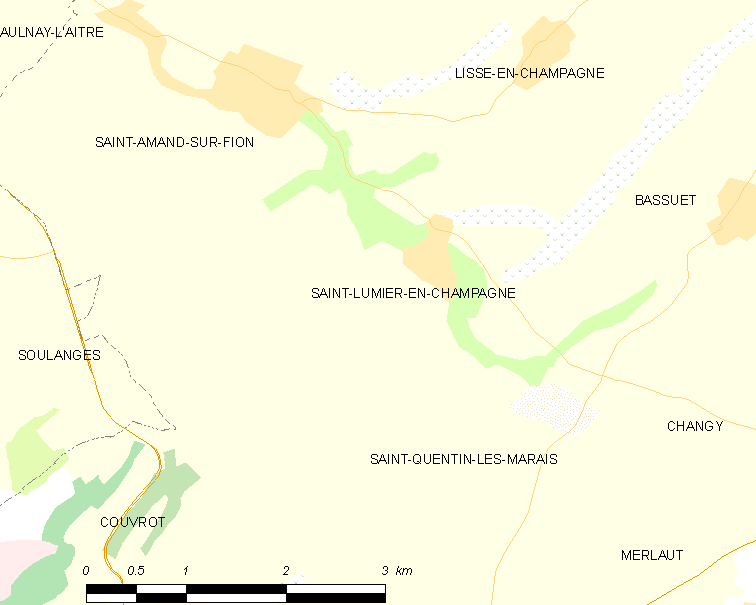
香槟地区圣吕米耶的OSM定位图

香槟地区圣吕米耶的时区为UTC+01:00、UTC+02:00（夏令时）。

## 行政
香槟地区圣吕米耶的邮政编码为51300，INSEE市镇编码为51496。

## 政治
香槟地区圣吕米耶所属的省级选区为塞迈兹莱班县。

## 人口

1962-2008年间香槟地区圣吕米耶人口变化图示

香槟地区圣吕米耶于2022年1月1日时的人口数量为266人。